# Ató de Vic

Ciutats amb seu de bisbat fins al 1100.

Ató (? - 971) fou bisbe de Vic i breument arquebisbe d'aquesta. Conegut per haver estat mestre de Silvestre II abans de ser Papa.
El 957 ja era bisbe de Vic. Ató és present en nombrosos documents de consagració de noves esglésies catalanes (per ex. la del monestir d'Arles el 968) i en d'altres en què intervé en algunes concessions del comte de Barcelona Borrell II (per ex. la cessió del castell de Tous el 970). Va procurar sempre una bona qualitat per la seva escola capitular, a on hi va treballar el mestrescola Ermemir Quintilià. Quan el monjo Gerbert d'Orlhac arribà a la cort comtal per aprofundir en els seus estudis, Borrell va posar-lo sota el mestratge del bisbe Ató el qual li ensenyà les ciències del quadrivi, sobretot les matemàtiques.
Durant l'episcopat d'Ató aquest consagrà el 961 l'església de Sant Bartomeu de Lers edificada per Ranlo abadessa del Sant Joan de Ripoll.

## L'intent de restauració de l'arxidiòcesi de la Tarraconense
Ató i Borrell volien que l'Església restituís la província episcopal Tarraconense per tal d'agrupar les diòcesis catalanes de manera separada de l'arquebisbat de Narbona, d'on depenien en aquell moment. L'operació tenia una clara intencionalitat política, ja que un arquebisbat català estaria sota la influència directa dels comtes de Barcelona, i això realçaria encara més el seu poder respecte als altres comtats catalans i de la resta de la Septimània. Ja feia temps que el context tant polític com social de la vida catalana cada vegada s'allunyava més del domini franc de la Francia Occidentalis. La reivindicació dels dos magnats era concretament sobre les diòcesis d'Elna, Vic, Barcelona, Girona i Urgell, i Tarragona quedava pendent de la seva futura conquesta.
Per aquest motiu el 970 van viatjar els dos a Roma per entrevistar-se amb el papa Joan XIII, qui va aprovar el projecte el 971 nomenant Ató com a primer arquebisbe de Vic, i promulgant cinc butlles a la vegada. A més a més també fou nomenat administrador del bisbat de Girona el qual estava vacant. En aquest viatge també hi havia anat el seu pupil Gerbert, però ja no en va tornar perquè el Papa volgué que es quedés a Roma.
El projecte fou desbaratat a causa de l'assassinat d'Ató poc després de tornar de Roma, el 971 (o fins i tot el 972). Tot i que es desconeix l'autoria del fet, amb tota probabilitat fou una acció dels contraris de la independència eclesiàstica i l'augment del poder barceloní. En qualsevol cas, el seu successor, Fruià, fou nomenat seguint el procediment tradicional: es va consagrar bisbe de Vic a Narbona i després va demanar a Roma la confirmació de la seva elecció.